# الزاب (مدينة)
الزاب ناحية عراقية تابعة لقضاء الحويجة في محافظة كركوك تبعد 35 كم شمال بيجي اعتبرت ناحية عام 1960 وتضم 28 قرية إضافة إلى مركز الناحية. وتتبع إداريا لقضاء الحويجة. تقع الناحية في نقطة التقاء نهري الدجلة والزاب الصغير. وتقع في الجهة المقابلة من النهر مدينة الزوية.
يبلغ عدد سكان ناحية الزاب 24,450 ألف نسمة بنسبة 12,430 ذكور و 12,020 إناث، ويعمل اغلب سكانها بمهنة الزراعة وتربية الماشية وصيد الأسماك.
اغلب سكانها من العشائر العربية (الجبور – الجميلة – السبعاويين)، وفيها العديد من العشائر.
الدوائر الحكومية في الناحية: المجلس المحلي، دائرة مديرية الناحية، دائرة النفوس، دائرة الماء، دائرة الكهرباء، دائرة المجاري، مديرية البلدية، شعبة الزراعة، شعبة موارد المائية، دائرة البيطرة، مصرف فرع الرشيد، المحكمة.
تضم الناحية 11 مركزا صحيا، كما توجد فيها 42 مدرسة ابتدائية و19 متوسطة وثانوية موزعة في اغلب قرى ومناطق الناحية. ويقع المركز الصحي في ناحية الزاب.
فيها أيضا نادي الزاب الرياضي ومنتدى شباب الزاب ومكتبة عامة. محطة وقود حكومية واحدة وأربعة محطات أهلية.
توجد في الناحية جمعية واحدة فقط وهي جمعية السلام لرعاية الأسرة والطفل. ولاتوجد مقرات للأحزاب السياسية.
ويوجد فيها مركزين للشرطة، مركز شرطة الزاب ومركز شرطة قرية شريعة.
وهي اخر حدود محافظة كركوك حيث تتصل بالحدود الاداريه لمحافظة صلاح الدين المتمثله بشاطي الجدر باسديره والزويه وتحتوي على عدة قرى منها؛
- قرية رنجي.
- قرية شميط.
- قرية الصباغية.
- قرية شريعة.
- قرية النميصة.
- قرى الحلوات.
- قرية ادبيس.
- قرية الراويين.
- قرية أصبيح.
- قرية عتيرة.
- قرية السدر.
- قرية الزرارية.
- قرية عكلة المهيري.

تتمتع ناحية الزاب الاسفل بالطبيعة الخلابة والمناظر الرائعة بصفتها تقع عند التقاء نهري الزاب الاسفل ونهر دجلة فتنشأ مناطق سياحية جميلة جدا ونادرة
إضافة لذلك، هناك العديد من المناطق التأريخية أو الاثرية إلا انها لم تلقَ اهتماما كافيا و اعتناءا وافيا لذا تبدو هذه المنطقة خالية من الدواعي القيمية و العائدة للحضارة العباسية و تلك الحقب.